# Carcinopyga lindti
Carcinopyga lindti là một loài bướm đêm thuộc phân họ Arctiinae, họ Erebidae.